# Kalvslund Herred
Kalvslund Herred var før 1866 det nordvestligste herred i Hertugdømmet Slesvig og Haderslev Amt og samtidig et af de såkaldte blandede distrikter i det nordvestlige Slesvig.
I den korte tid 1866-1867 herredet eksisterede i den preussiske provins Slesvig-Holsten var det allerede besluttet at den ikke-afståede resterende slesvigske del af herredet fra 1. april 1867 skulle indlemmes i Frøs Herred.
Kalvslund herred var i de fleste administrative anliggender mere eller mindre forenet med Frøs Herred, idet Kalvslund og Frøs herreder allerede omkring 1650 havde fælles herredsfoged og fra 1755 fælles tingbog.

## Udbredelse
Kalvslund Herred omfattede dele af følgende sogne:
- Farup
- Hjerting
- Hjortlund
- Kalvslund
- Lintrup
- Vilslev (Jedsted syd for Kongeåen)

## Historie
'Calslundhæreth' nævntes 1291 første gang og det middelalderlige herredssegl, som symboliserer en kalv foran et træ (i en lund) er bevaret på dokumenter fra tidligst 1352.
Kalvslund Herred hørte i Middelalderen under Barvidsyssel og senere under Tørning Len (også kaldet Haderslev vester amt).
I de blandede distrikter, herunder Kalvslund Herred boede et betydeligt antal personer, der helt eller delvis hørte under fremmede jurisdiktioner. Særlig ejendommelig var forholdene med hensyn til de Kongerigske enklaver, som fandtes i de fleste af herredets sogne. Efter at kronen i det 16. århundrede uden held havde forsøgt at oprette fælles ting for sine egne og kirkens spredte bønder i bl.a. Kalvslund herred, blev ordningen omsider gennemført ved Riberhus Birks oprettelse 1735.
Kalvslund Herreds Kongerigske enklaver indlemmedes i Ribe Herred, da Ribe Herred 1859 oprettedes af en del af de blandede distrikter hørende til Riberhus Birk.
Ved freden efter 2. Slesvigske Krig 30. okt. 1864 indlemmedes med virkning fra 1. jan. 1865 de førhen slesvigske distrikter i den vestlige del af Kalvslund Herred (dele af Farup, Vilslev, Hjortlund og Kalvslund sogne) i Ribe Herred. Samtidig overgik visse distrikter fra Ribe Herred til Frøs og Kalvslund Herreder i Hertugdømmet Slesvig, som da forvaltedes af Kongeriget Preussen.
Ved lov af 16. feb. 1866 med ikrafttræden den 1. apr. 1867, blev den ikke-afståede hidtil slesvigske del af Kalvslund Herred (dele af Kalvslund, Lintrup og Hjerting sogne) indlemmet i Frøs Herred, hvorved Kalvslund Herreds navn udfasedes.
Preussens sejr i den Preussisk-østrigske krig 1866, medførte opløsningen af det Tyske forbund og at Hertugdømmet Slesvig indlemmedes i Kongeriget Preussen i det Nordtyske forbund som en del af den preussiske provins Slesvig-Holsten.

## Kalvslund Herreds tingbog
I ældre tid var der i Kalvslund Herred i lighed med andre herreder ingen tingbog, men tingsvidner.
I Landsarkivet for Sønderjyllands retsbetjentarkiv findes 12 tingbøger, tingprotokoller eller retsprotokoller fra Kalvslund Herred. Alle bøgerne er skrevet på dansk med undtagelser af den ældste tingbog, som hovedsagelig er skrevet på dansk, eller enkelte steder med en sammenblanding af dansk og tysk sprog.
De 8 tingbøger fra 1600- og 1700-årene er stærkt restaurerede med ny rygindbinding, mens de 4 nyere fra 1800-tallet årene består original indbundet.
Den ældste tingbog (1691-1697) er en indbinding opdelt i 2 halvdele for hhv. Frøs og Kalvslund herreder.
Før 1755 blev tingbøgerne for Kalvslund og Frøs herreder ført hver for sig, bestående for Kalvslund Herreds vedkommende af 5 bind (1697-1755).
Efter 1755 sammenskrevedes Frøs og Kalvslund Herreder i samme tingbog (4 bevarede bind i perioden 1755-1856).
I 1853 udvidedes Frøs og Kalvslund Herreder med Gram og Nybøl godser, fra 1856 sammenskrevet i samme tingbog (2 bind).
Kalvslund og Frøs Herreder med Gram og Nybøl Godsers sidste tingbog med knap 800 sider påbegyndtes 1866 og afsluttes 1867 med kun 79 skrevne sider.

### Efterlyste tingbøger
Kalvslund Herreds tingbog mangler for perioderne 1698-1700, 1721-1728 og 1786-1820, sidstnævnte førtes bl.a. af geografibogsforfatter og tingskriver Jacob Kloppenburg og havde formodentlig rygtitlen "Thingprotocoll for Frös og Calvslund Herreder. No. 1."
Tingbøgerne kan være forsvundet, efter at retshistorikeren C. L. E. von Stemann omkring 1855 fik sendt et stort antal ældre sønderjyske retsprotokoller til Flensborg for at benytte dem til retshistorisk arbejde, og senere forsvandt de sporløst.